# Thelepus triserialis
Thelepus triserialis är en ringmaskart som först beskrevs av Grube 1855.  Thelepus triserialis ingår i släktet Thelepus och familjen Terebellidae. Inga underarter finns listade i Catalogue of Life.